# Calantica chauvetiae
Calantica chauvetiae är en videväxtart som beskrevs av Herman Otto Sleumer. Calantica chauvetiae ingår i släktet Calantica och familjen videväxter. Inga underarter finns listade i Catalogue of Life.